# Parathesis rekoi
Parathesis rekoi är en viveväxtart som beskrevs av Paul Carpenter Standley. Parathesis rekoi ingår i släktet Parathesis och familjen viveväxter. Inga underarter finns listade i Catalogue of Life.